# Мирела Кумбаро
Мирела Кумбаро (на албански: Mirela Kumbaro Furxhi) е албанска лингвистка, родена в Тирана, Албания през 1966 г.
През 2013 г. е избрана за министър на културата на Албания.
От 2012 г. Кумбаро е доцент по лингвистика в Тиранския университет. През 2009 г. тя защитава докторска степен по преводачески науки в Тиранския университет. В допълнение, тя има магистърска степен по „Преводи и междукултурна комуникация“ в E.S.I.T. – Париж III, Сорбона през 1994 г.
Кумбаро завършва факултета по чужди езици на Тиранския университет през 1988 г. Тя е преводач, издател и международен експерт по междукултурни проекти и университетски научни програми, провеждани от международни организации като Европейския съюз и Международната организация на франкофонията.